# Ramble on/Heartbreaker
Ramble on/Heartbreaker è un singolo discografico della band britannica Led Zeppelin, pubblicato nelle Filippine nel 1970.

## Tracce
1. Ramble on (Robert Plant e Jimmy Page)
2. Heartbreaker (Robert Plant, Jimmy Page, John Paul Jones e John Bonham)

## Formazione
- Robert Plant: voce
- Jimmy Page: chitarra elettrica
- John Paul Jones: basso
- John Bonham: batteria